# Kodaira-dimensie
In de algebraïsche meetkunde, een deelgebied van de wiskunde, meet de Kodaira-dimensie κ(V) de grootte van het kanonieke model van een projectieve variëteit V.
De dimensie is vernoemd naar de Japanse wiskundige Kunihiko Kodaira, die als eerste het belang van deze numerieke invariant bewees. De Kodaira-dimensie is een birationale invariant.